# Konceptbild

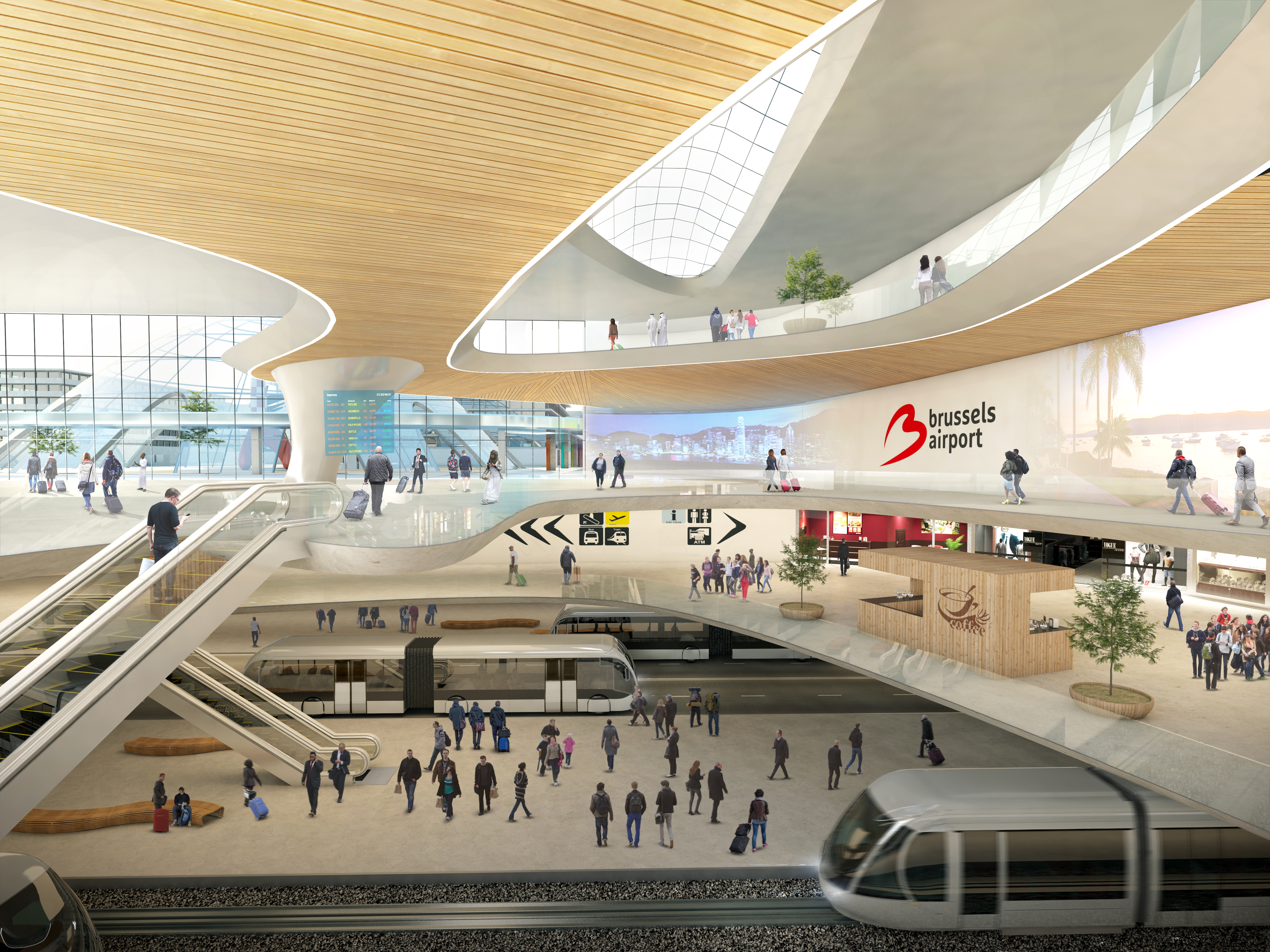
Illustration av framtida byggprojekt, här Bryssels flygplats 2040.

Konceptbild, konceptskiss, konceptritning eller konceptillustrering med mera är visualiseringsmedium i form av illustrationer som visuellt presenterar och kommunicerar koncept och idéer för projekt och verk med mera.
Konceptbilder används ofta i utveckling och tidig marknadsföring av bland annat datorspel, filmer eller byggprojekt.